# 木榄山智人洞
木榄山智人洞又稱木榄山古人類遺址或木榄山智人洞古人類遺址，是中華人民共和國广西壯族自治區崇左市江州区罗白乡木榄山村木榄山西南坡的一個洞穴，面积约300平方米。2007年11月，2007年，金昌柱带领的科研团队在木榄山智人洞发现了2颗人牙和若干哺乳动物化石。2008年5月，研究人員在木榄山智人洞发现距21世紀初约11.1万年的智人的下颌骨的前部断块和大量动物化石。
木榄山古人類遺址的发现将东亚最早现代人的历史提前了6万多年，该研究项目入选中国2010年度“中国科学十大进展”。